# Sweets for My Sweet
Sweets for My Sweet est une chanson écrite par Doc Pomus et Mort Shuman. Elle est enregistrée pour la première fois en 1961 par le groupe The Drifters.

## Historique
La version des Drifters se classe no 16 aux États-Unis et monte jusqu'à la 10e place du classement R&B.

## Reprises et adaptations
Sweets for My Sweet a été reprise par de nombreux artistes. En juin 1963, la reprise du groupe beat anglais The Searchers, dont c'est le premier 45 tours, se classe no 1 des ventes au Royaume-Uni. 
La même année, la chanson est adaptée en français par Vline Buggy pour Frank Alamo, sous le titre Ma biche : « Biche, ô ma biche, lorsque tu soulignes… ».
Vers l'an 2000, c'est cette version française qui est détournée pour une publicité pour la marque de brioches industrielles Pitch du groupe Brioche Pasquier : « Pitch ô mon Pitch… ».